# Компаньоны (фильм, 2009)
«Компаньоны» (фр. Les Associés) — франко-бельгийский телевизионный фильм 2009 года. На главную роль телеканал TF1 ангажировал Кристофера Ламберта, отказавшегося от съёмок на телевидении с 2005 года.

## Сюжет
В начале фильма некто Розен, представившийся бывшим учителем, для наблюдения за домом, где должна произойти большая финансовая сделка с незаконным оборотом наркотиков, арендует дом напротив. На третий дня слежки до совершения сделки Розен нанимает Каминского и Молину, имеющих криминальное прошлое, которые должны будут украсть деньги, полученные в результате этой махинации.
Каминский и Молина разнохарактерные гангстеры, поэтому в течение трёх дней ожидания сделки постоянно ссорятся. Каминский более выдержанный, гангстер со стажем, со старомодным понятием чести (детей и женщин не трогать). Чтобы не отвечать на провокации Молины, он начинает следить за жизнью обитателей других домов, и Молина начинает заниматься тем же. В одном из них проживает Лорейн со своими детьми. Увидев наблюдения Каминского, она начинает его провоцировать на то, чтобы он повстречался с ней. Всё планируемое принимает совершенно другой оборот и заканчивается кровавой драмой.

## В ролях
- Кристофер Ламберт — Камински
- Софи Дуез — Лореин
- Франсуа Берлиан — Розен
- Тьерри Фремон — Молина
- Жоржес Корафас — Геральд
- Эдуар Жиар — Денис

## Награды
В 2009 году фильм был отобран для участия в Фестивале художественных телефильмов (Ла-Рошель, Франция), на котором сценарист фильма Эвре Кориан получил премию за лучший сценарий.